# L'Événement (film)
Pour les articles homonymes, voir L'Événement.
Pour plus de détails, voir Fiche technique et Distribution.
L'Événement est un film français réalisé par Audrey Diwan, sorti en 2021.
C'est l'adaptation du roman éponyme d'Annie Ernaux, paru en 2000.
Il remporte le Lion d'or à la 78e édition de la Mostra de Venise.

## Synopsis
En 1963, Anne Duchesne (Anamaria Vartolomei) est une brillante étudiante d'origine sociale modeste inscrite en lettres à l'université d'Angoulême. Elle se retrouve enceinte après une brève liaison sans lendemain à une époque où la contraception et l'avortement sont illégaux. Elle ne veut pas garder l'embryon puis le fœtus, car elle veut poursuivre ses études pour devenir écrivaine.
Toute personne qui l'aiderait risque la prison. Anne ne trouve donc aucun secours auprès de ses amies, ni de l'homme avec qui elle a eu une liaison qui se montre froid à l'annonce de sa situation et lui dit surtout de n'en parler à personne. Les deux médecins qu'elle avait consulté précédemment refusent également de l'aider, l'un d'eux lui prescrit même un médicament, l'Estradiol, en lui laissant croire qu'il peut provoquer un avortement alors qu'il a l'effet inverse. L'autre médecin se montre plus compréhensif et lui avoue le mensonge de l'autre médecin sur l'Estradiol, mais craint les conséquences pour son statut s'il entre dans l'illégalité.
Anne est perturbée, elle n'arrive plus à se concentrer sur ses études et ses notes diminuent, ce que le professeur perçoit comme un manque de motivation et le lui reproche publiquement. Sa mère constate aussi un changement d'attitude et la sermonne de se ressaisir, qu'elle aussi elle aimerait se reposer plutôt que de travailler dans le café familial, ce qui finit par une dispute. Pour compliquer encore la situation, certaines filles de l'internat lui reprochent de sortir en cachette le soir alors que cela est interdit par le règlement interne. Elle avait en fait simplement accompagné son camarade et ami Jean (Kacey Mottet-Klein) en pensant qu'elle pouvait l'aider, lui qui fréquente beaucoup de filles, et que l'une d'elle qui aurait vécu la même situation pouvait la conseiller, mais Jean essaie plutôt de flirter avec elle, ce qu'elle refuse. Elle tente alors par désarroi de s'avorter elle-même avec une aiguille à tricoter après l'avoir chauffée pour la rendre stérile, mais sa tentative échoue.
Jean finit par la mettre en contact avec Lætitia (Alice de Lencquesaing), une amie ayant avorté, qui lui donne les coordonnées d'une faiseuse d'anges. Lætitia la prévient que cela est très douloureux, mais que ces douleurs ne sont rien par rapport aux avantages qu'elle peut en tirer pour sa vie future. Qu'elle risque toutefois de finir à l'hôpital et d'y mourir à la suite de potentielles complications, et que si elle survit, c'est la loterie concernant le médecin sur lequel elle risque de tomber, qui indiquera sur le rapport médical soit : avortement, et c'est la prison, ou fausse couche, et elle a de forte chance de s'en sortir. Lætitia lui propose encore de lui prêter les 400 francs pour la faiseuse d'anges, mais elle refuse et décide de vendre certaines de ses affaires pour réunir la somme nécessaire. L'avorteuse lui pose une première sonde, qui ne fait pas effet. Anne retourne la voir et l'avorteuse lui propose de lui poser une deuxième sonde, mais que cela comporte des risques mortels, ce qu'elle finit par accepter. Retournée dans son internat, Anne ressent de grandes souffrances, se rend dans les toilettes et le fœtus finit pas sortir mais ne parvient pas à couper le cordon ombilical. Paniquée elle demande a une camarade de le couper, ce qu'elle accepte malgré sa répugnance. Elle l'aide ensuite à la coucher dans sont lit, mais Anne perds du sang et finit par perdre connaissance et doit finalement être hospitalisée. Toujours dans un état confus, une infirmière demande au médecin ce qu'elle doit indiquer sur le rapport, et le médecin lui répond : fausse couche.
Anne peut ensuite passer ses examens de fin d'année et le professeur commence les épreuves en lisant un passage du poème La sortie tiré de L'Année terrible, et leur souhaite « que ces mots de Victor Hugo guident vos esprits jusqu'à bon port ».

## Fiche technique
Sauf indication contraire, les informations mentionnées dans cette section peuvent être confirmées par la base de données cinématographiques IMDb,  présente dans la section « Liens externes ».
- Titre français : L'Événement
- Réalisation : Audrey Diwan, assistée d'Anaïs Couette (créditée à la mise en scène[3])
- Scénario : Audrey Diwan et Marcia Romano
- Direction artistique : Omid Gharakhanian
- Photographie : Laurent Tangy
- Son : Antoine-Basile Mercier et Philippe Welsh
- Décors : Diéné Bérète
- Montage : Géraldine Mangenot
- Musique : Evgueni Galperine et Sacha Galperine
- Production : Édouard Weil et Alice Girard
- Sociétés de production : Rectangle Productions
- Société de distribution : Wild Bunch Distribution
- Budget : 5,2 millions d'euros[4]
- Pays de production :  France
- Langue originale : français
- Format : couleur — 1,37:1
- Genre : drame
- Durée : 100 minutes
- Dates de sortie :
  - Italie : 5 septembre 2021 (Mostra de Venise)
  - France : 24 novembre 2021
  - Suisse romande : 8 décembre 2021
- Classification :
  - France : Tout publics avec avertissement (Le climat général anxiogène et certaines scènes particulièrement crues peuvent heurter la sensibilité du jeune public.)

## Distribution
- Anamaria Vartolomei : Anne Duchesne
- Kacey Mottet-Klein : Jean
- Luàna Bajrami : Hélène, une amie d'Anne
- Louise Orry-Diquéro : Brigitte, une amie d'Anne
- Louise Chevillotte : Olivia
- Pio Marmaï : le professeur Bornec
- Sandrine Bonnaire : Gabrielle, la mère d'Anne
- Leonor Oberson : Claire, une étudiante
- Anna Mouglalis : Mme Rivière, l'avorteuse
- Cyril Metzger : Gaspard, le jeune pompier
- Éric Verdin : Jacques, médecin
- Alice de Lencquesaing : Laetitia, une étudiante
- Madeleine Baudot : Lise
- Fabrizio Rongione : docteur Ravinsky
- Isabelle Mazin : Magda
- Julien Frison : Maxime, l'amant d'Anne
- Édouard Sulpice : Patrick

## Sortie

### Accueil
En France, le site Allociné recense une moyenne des critiques presse de 4,1/5.
Dans Le Monde, Clarisse Fabre parle d'un film « à la beauté âpre et nerveuse. » « La mise en scène surligne le silence qui engloutit Anne. L’actrice franco-roumaine Anamaria Vartolomei incarne avec urgence et retenue cette jeune femme à double-fond, sérieuse et jouissive, cadenassée mais déterminée à vivre sa vie. »
Dans Le Temps, Antoine Duplan estime : « Frontal, cru, dur, juste, L’Evénement est un film de résistance, dédaignant les fioritures, cadré serré. À la façon des frères Dardenne coursant Rosseta, la caméra colle à Anne, contre-héroïne butée. Derrière elle, on devine une société normative, corsetée dans des principes d’avant-guerre que les années 1960 feront éclater. »

### Box-office
| Pays ou région | Box-office      | Date d'arrêt du box-office | Nombre de semaines |
| -------------- | --------------- | -------------------------- | ------------------ |
| France         | 129 934 entrées | 8 mars 2022                | 12                 |
| Total mondial  |                 | -                          | -                  |

## Distinctions

### Récompenses
- Mostra de Venise 2021 : Lion d'or et prix FIPRESCI
- Festival du film de Sarlat 2021 : prix d'interprétation pour Anamaria Vartolomei[9]
- Festival du film du Croisic : De la page à l'image 2021
  - Chabrol du jury
- Lumières 2022 :
  - meilleur film
  - meilleure actrice pour Anamaria Vartolomei
- César 2022 : meilleur espoir féminin pour Anamaria Vartolomei
- Prix Alice Guy 2022[10]

### Nominations
- Lumières 2022 :
  - meilleure mise en scène pour Audrey Diwan
  - meilleure image pour Laurent Tangy
- César 2022 :
  - meilleur film
  - meilleure réalisation
  - meilleure adaptation
- BAFA 2022 : meilleur réalisateur